# Beugungsintegral
Das Beugungsintegral ermöglicht es, in der Optik die Beugung von Licht durch eine beliebig geformte Blende zu berechnen. Speziell wird dabei meistens die an einem Punkt des Beobachtungsschirms auftreffende Intensität des Lichtes berechnet, ausgehend von einer einfallenden Elementarwelle und der Blendenfunktion, welche die Lichtdurchlässigkeit der Blende beschreibt. Es kann aber auch die Phase der gebeugten Wellenfront berechnet werden.
Zwei Spezialfälle des Beugungsintegrals sind die Näherungen für das Fernfeld (Fraunhofer-Beugung) und für das Nahfeld (Fresnel-Beugung). Siehe dazu die entsprechenden Teilabschnitte.

Versuchsaufbau zur Beugung von Licht an einer Blende

Die nebenstehende Skizze zeigt die experimentelle Anordnung, bestehend aus einer Lichtquelle {\displaystyle Q}, einer Blende {\displaystyle S}, an der das einfallende Licht gebeugt wird, und einem Beobachtungsschirm, auf dem die auftreffende Lichtintensität an {\displaystyle P} untersucht wird. Die Form und die Eigenschaften der Blende bestimmen dabei, wie die Intensitätsverteilung auf dem Beobachtungsschirm aussieht.
Hat die Blende z. B. die Form eines Doppelspalts, so ergibt sich als Intensitätsverteilung das bekannte Interferenzmuster. Weitere Anwendungen des Beugungsintegrals sind z. B. Beugungsscheibchen und Klotoide.

## Das kirchhoffsche Beugungsintegral

Skizze zur Fraunhofer-/Fresnel-Näherung des Beugungsintegrals

Das kirchhoffsche Beugungsintegral, auch fresnel-kirchhoffsches Beugungsintegral genannt, lautet
{\displaystyle \psi _{P}={\frac {a_{Q}\,k_{0}}{2\pi \,\mathrm {i} }}\int _{\text{Blende}}\mathrm {d} S\,f_{S}\,{\frac {e^{\mathrm {i} \,k_{0}(d+d_{1})}}{d\cdot d_{1}}}\left[{\frac {\cos \theta +\cos {\theta _{1}}}{2}}\right].}
Dabei bezeichnen
- {\displaystyle a_{Q}} die Amplitude der Quelle,
- {\displaystyle k_{0}=2\pi /\lambda } den Betrag des Wellenvektors,
- {\displaystyle \lambda } die Wellenlänge des Lichtes,
- {\displaystyle \mathrm {d} S} ein infinitesimales Flächenelement der Blende,
- {\displaystyle f_{S}} die Blendenfunktion,
- {\displaystyle (\cos \theta +\cos \theta _{1})/2} den Neigungsfaktor (auch als Inklinationsfaktor bezeichnet) und schließlich
- {\displaystyle \psi _{P}} die Amplitude im Punkt {\displaystyle P} auf dem Beobachtungsschirm.

Da die Abstände {\displaystyle d_{1}} und {\displaystyle d} in den meisten Anwendungen hinreichend senkrecht zur Blende sind, kann der Neigungsfaktor in diesen Fällen gleich Eins gesetzt werden. Dabei sind {\displaystyle \theta _{1}} bzw. {\displaystyle \theta } die Winkel zwischen den mit {\displaystyle d_{1}} bzw. {\displaystyle d} gekennzeichneten Linien und einem Lot auf die Blendenebene im Schnittpunkt der Linien.
Der Neigungsfaktor korrigiert eine Inkonsistenz des huygensschen Prinzips. Nach diesem Prinzip kann jeder Punkt einer Wellenfront als Ausgangspunkt von Elementarwellen aufgefasst werden, deren Überlagerung dann die Wellenfront an einem anderen Ort ergibt. Allerdings würde dies auch bedeuten, dass die Elementarwellen sich in alle Richtungen ausbreiten, also auch entgegen der Ausbreitungsrichtung, zurück in Richtung auf die Lichtquelle. In Richtung auf die Lichtquelle beträgt der Winkel {\displaystyle \theta =\pi }, und {\displaystyle \theta _{1}=0}. Dann ergibt sich für den Neigungsfaktor 0 und die Intensität in Richtung auf die Quelle ist ebenfalls 0 – so wie es experimentell beobachtet wird.
Im Spezialfall einer ebenen Welle, die senkrecht auf die Blende fällt, ist der Abstand {\displaystyle d_{1}} konstant. Dann kann
{\displaystyle {\frac {e^{ik_{0}d_{1}}}{d_{1}}}}
als konstanter Faktor gleich Eins gesetzt werden und es gilt:
{\displaystyle \psi _{PEB}={\frac {a_{Q}\,k_{0}}{2\pi \,\mathrm {i} }}\int _{\text{Blende}}\mathrm {d} S\,f_{S}\,{\frac {e^{\mathrm {i} \,k_{0}d}}{d}}\left[{\frac {\cos \theta +\cos {\theta _{1}}}{2}}\right].}
Die Intensität am Punkt {\displaystyle P} ergibt sich als Betragsquadrat von {\displaystyle \psi _{P}}
{\displaystyle I(P)=|\psi _{P}|^{2}={\frac {a_{Q}^{2}\,k_{0}^{2}}{4\pi ^{2}}}\left|\int _{\text{Blende}}\mathrm {d} S\,f_{S}\,{\frac {e^{\mathrm {i} \,k_{0}(d+d_{1})}}{d\cdot d_{1}}}\left[{\frac {\cos \theta +\cos {\theta _{1}}}{2}}\right]\right|^{2}.}
Neben der Intensität kann aber auch die Phase der gebeugten Wellenfront berechnet werden:
{\displaystyle \phi =\arctan {\frac {\Im (\psi _{P})}{\Re (\psi _{P})}}}
wobei {\displaystyle \Re } Realteil und {\displaystyle \Im } Imaginärteil bedeutet.
Diese Phasenberechnung wird z. B. in der digitalen Holografie angewendet.

## Fraunhofer- und Fresnel-Beugung

Prinzip der Fresnelbeugung erläutert anhand einer Schlitzblende

Prinzip der Fraunhoferbeugung erläutert anhand einer Schlitzblende

Prinzip der Fraunhoferbeugung erläutert anhand eines Linsensystems und einer Schlitzblende

Die folgenden Ableitungen findet man in ähnlicher Form in verschiedenen Lehrbüchern, siehe z. B. Klein, Furtak.
Für die Lichtwege {\displaystyle d} und {\displaystyle d_{1}} gelten die geometrischen Zusammenhänge (siehe Skizze)
{\displaystyle d={\sqrt {L^{2}+|{\vec {s}}+(-{\vec {p}})|^{2}}}} und
{\displaystyle d_{1}={\sqrt {L_{1}^{2}+|{\vec {s}}|^{2}}}}.
Unter den Annahmen {\displaystyle L_{1}\gg |{\vec {s}}|={\sqrt {x^{2}+y^{2}}}} und {\displaystyle L\gg |{\vec {p}}|={\sqrt {x'^{2}+y'^{2}}}} können die Wurzeln durch eine Taylor-Entwicklung angenähert werden.
Diese Näherung entspricht gerade dem Fall, dass {\displaystyle \theta \approx \theta _{1}\approx 0}, d. h., für diese Betrachtungen kann der Neigungsfaktor näherungsweise gleich 1 gesetzt werden. Damit lautet das Beugungsintegral
{\displaystyle \psi _{P}={\frac {a_{Q}\,k_{0}}{2\pi \,\mathrm {i} }}\int _{\text{Blende}}\mathrm {d} S\,f_{S}\,{\frac {e^{\mathrm {i} \,k_{0}(d+d_{1})}}{d\cdot d_{1}}}.}
Ferner kann wegen der Näherung im Nenner {\displaystyle d\cdot d_{1}\approx L_{1}\,L} gesetzt werden. Der Exponent enthält die für die Interferenz wesentliche Phaseninformation und darf nicht auf diese Weise vereinfacht werden. Daraus folgt
{\displaystyle \psi _{P}={\frac {a_{Q}\,k_{0}}{2\pi \,\mathrm {i} }}{\frac {1}{L_{1}\,L}}\int _{\text{Blende}}\mathrm {d} S\,f_{S}\,e^{\mathrm {i} \,k_{0}(d+d_{1})}.}
Die Näherung für die Ausdrücke {\displaystyle d} und {\displaystyle d_{1}}, explizit ausgeführt bis zur 2. Ordnung, ergibt
{\displaystyle d={\sqrt {L^{2}+|{\vec {s}}-{\vec {p}}|^{2}}}\approx L\left(1+{\frac {|{\vec {s}}-{\vec {p}}|^{2}}{2L^{2}}}+\ldots \right)=L\left(1+{\frac {s^{2}+p^{2}-2{\vec {s}}\cdot {\vec {p}}}{2L^{2}}}+\ldots \right)}
sowie
{\displaystyle d_{1}={\sqrt {L_{1}^{2}+s^{2}}}\approx L_{1}\left(1+{\frac {s^{2}}{2L_{1}^{2}}}+\ldots \right).}
Ausgedrückt durch die Koordinaten {\displaystyle (x,\,y)} und {\displaystyle (x',\,y')} ergibt das
{\displaystyle d\approx L\left(1+{\frac {x^{2}+y^{2}+x'^{2}+y'^{2}-2(x\,x'+y\,y')}{2L^{2}}}+\ldots \right)}
und
{\displaystyle d_{1}\approx L_{1}\left(1+{\frac {x^{2}+y^{2}}{2L_{1}^{2}}}+\ldots \right).}

### Fraunhofer-Näherung
Die Fraunhofer-Näherung entspricht einer Fernfeld-Näherung, das heißt, dass nicht nur die Blendenöffnung als klein, sondern auch die Entfernung des Beobachtungsschirms {\displaystyle L} als groß angenommen werden. Als Beugungsintegral ergibt sich dabei im Wesentlichen gerade die Fourier-Transformierte der Blendenfunktion. Deshalb spricht man im Rahmen der Fraunhofer-Beugung auch von der Fourier-Optik.
Entsprechend diesen Annahmen werden nur Terme berücksichtigt, die linear in {\displaystyle x} und {\displaystyle y} sind, das heißt
{\displaystyle d\approx L\left(1+{\frac {x'^{2}+y'^{2}-2(x\,x'+y\,y')}{2L^{2}}}\right)=L\left(1+{\frac {|{\vec {p}}|^{2}-2(x\,x'+y\,y')}{2L^{2}}}\right),}
{\displaystyle d_{1}\approx L_{1}.}
In diesem Fall vereinfacht sich das Beugungsintegral zu
{\displaystyle \psi _{P}\approx {\frac {a_{Q}\,k_{0}}{2\pi \,\mathrm {i} }}{\frac {e^{\mathrm {i} \,k_{0}\left(L_{1}+L+{\frac {p^{2}}{2L}}\right)}}{L_{1}\,L}}\iint _{\mathrm {Blende} }\mathrm {d} x\,\mathrm {d} y\,f_{S}(x,y)\,e^{-\mathrm {i} \,k_{0}{\frac {(x\,x'+y\,y')}{L}}}.}
Definiert man einen neuen Wellenvektor {\displaystyle {\vec {K}}={\frac {k_{0}}{L}}{\vec {p}}}, so ergibt sich für das Integral
{\displaystyle \iint _{\mathrm {Blende} }\mathrm {d} x\,\mathrm {d} y\,f_{S}(x,y)\,e^{-\mathrm {i} \,k_{0}{\frac {(x\,x'+y\,y')}{L}}}=\iint _{\mathrm {Blende} }\mathrm {d} x\,\mathrm {d} y\,f_{S}(x,y)\,e^{-\mathrm {i} \,{\frac {k_{0}}{L}}{\vec {p}}\cdot {\vec {s}}}=\iint _{\mathrm {Blende} }\mathrm {d} x\,\mathrm {d} y\,f_{S}(x,y)\,e^{-\mathrm {i} \,{\vec {K}}\cdot {\vec {s}}}}.
Dies ist gerade die Fourier-Transformierte der Blendenfunktion {\displaystyle f_{S}}.

### Fresnel-Näherung
Die Fresnel-Näherung entspricht einer Nahfeld-Näherung. In ihr werden auch quadratische Terme im Exponenten berücksichtigt. Das in die Form einer Fourier-Transformierten gebrachte Beugungsintegral ist dann durch einen zusätzlichen Term im Allgemeinen nicht mehr analytisch, sondern nur numerisch lösbar.
Unter Berücksichtigung quadratischer Terme in {\displaystyle x} und {\displaystyle y} ergibt sich
{\displaystyle d\approx L\left(1+{\frac {x^{2}+y^{2}+x'^{2}+y'^{2}-2(x\,x'+y\,y')}{2L^{2}}}+\ldots \right),}
{\displaystyle d_{1}\approx L_{1}\left(1+{\frac {x^{2}+y^{2}}{2L_{1}^{2}}}+\ldots \right).}
In diesem Fall lautet das Beugungsintegral
{\displaystyle \psi _{P}\approx {\frac {a_{Q}\,k_{0}}{2\pi \,\mathrm {i} }}{\frac {e^{\mathrm {i} \,k_{0}\left(L+L_{1}+{\frac {p^{2}}{2L}}\right)}}{L\,L_{1}}}\iint _{\mathrm {Blende} }\mathrm {d} x\,\mathrm {d} y\,f_{S}(x,y)\,e^{\mathrm {i} \,k_{0}\left({\frac {x^{2}+y^{2}-2(x\,x'+y\,y')}{2L}}+{\frac {x^{2}+y^{2}}{2L_{1}}}\right)}.}
Einführung von {\displaystyle L'} mit {\displaystyle {\frac {1}{L'}}={\frac {1}{L}}+{\frac {1}{L_{1}}}} und {\displaystyle {\vec {K}}={\frac {k_{0}}{L}}{\vec {p}}} ergibt dann das Beugungsintegral in Nahfeld-Näherung
{\displaystyle \psi _{P}\approx {\frac {a_{Q}\,k_{0}}{2\pi \,\mathrm {i} }}{\frac {e^{\mathrm {i} \,k_{0}\left(L+L_{1}+{\frac {p^{2}}{2L}}\right)}}{L\,L_{1}}}\iint _{\mathrm {Blende} }\mathrm {d} x\,\mathrm {d} y\,f_{S}(x,y)\,e^{i\,k_{0}{\frac {x^{2}+y^{2}}{2L'}}}e^{-\mathrm {i} \,{\vec {K}}\cdot {\vec {s}}}.}
Die Fresnel-Näherung gilt, wenn folgende Bedingung erfüllt ist:
{\displaystyle d\gg {\frac {((x-x')^{2}+(y-y')^{2})^{2/3}}{(8\lambda )^{1/3}}}}
Dazu ein praktisches Beispiel: Für eine Blendengröße von 1 cm ({\displaystyle x-x'=1\,{\text{cm}}}, {\displaystyle y-y'=1\,{\text{cm}}}) und {\displaystyle \lambda =500\,{\text{nm}}} ergibt sich ein Mindestabstand von 22 cm. Das Attribut Nahfeld bedeutet also keineswegs, dass man die Fresnel-Näherung schon direkt hinter der Blende anwenden darf, sondern dass ein Mindestabstand eingehalten werden muss. Für noch kürzere Abstände muss das Beugungsintegral ohne Näherung verwendet werden.

## Heuristische Herleitung

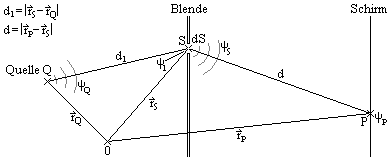
Bezeichnungen

Aus der Quelle {\displaystyle Q} mit Amplitude {\displaystyle a_{Q}} bei {\displaystyle {\vec {r}}_{Q}} tritt die Kugelwelle {\displaystyle \psi _{Q}}, deren Amplitude reziprok mit der Entfernung ({\displaystyle 1/|{\vec {r}}|}) abnimmt. Wellenvektor {\displaystyle k} mal Abstand {\displaystyle |{\vec {r}}|} gibt die Phasenverschiebung der Welle am Ort {\displaystyle {\vec {r}}}, Kreisfrequenz {\displaystyle \omega } mal Zeit {\displaystyle t} die Phasenverschiebung zur Zeit {\displaystyle t}. Die Welle ist beschrieben durch die Phase am Ort {\displaystyle {\vec {r}}} zur Zeit {\displaystyle t}:
{\displaystyle \psi _{Q}({\vec {r}},t)=a_{Q}\,{\frac {e^{\mathrm {i} (k\,|{\vec {r}}|-\omega \,t)}}{|{\vec {r}}|}}.}
Am Punkt {\displaystyle S} bei {\displaystyle {\vec {r}}_{S}} trifft die Welle im Abstand {\displaystyle d_{1}} auf die Blende. Es sei {\displaystyle \psi _{1}} die Feldverteilung der Welle am Punkt {\displaystyle S}:
{\displaystyle \psi _{1}(t)=\psi _{Q}(d_{1},t)=a_{Q}\,{\frac {e^{\mathrm {i} (k\,d_{1}-\omega \,t)}}{d_{1}}}.}
Nach dem huygensschen Prinzip ist der Punkt {\displaystyle S} Ausgangspunkt einer Elementarwelle, der Sekundärwelle {\displaystyle \psi _{S}}:
{\displaystyle \psi _{S}({\vec {r}},t)=a_{S}\,{\frac {e^{i(k\,|{\vec {r}}|-\omega \,t)}}{|{\vec {r}}|}}.}
Die Amplitude von {\displaystyle \psi _{S}} ist proportional zur Quellen-Amplitude {\displaystyle a_{Q}} und zur Blendenfunktion {\displaystyle f_{S}}.
Die Blendenfunktion gibt die Durchlässigkeit der Blende an. Im einfachsten Fall ist {\displaystyle f_{S}=1}, wenn die Blende geöffnet ist, und {\displaystyle f_{S}=0}, wenn die Blende geschlossen ist. {\displaystyle \mathrm {d} S} ist das infinitesimale Flächenelement der Blendenöffnung am Punkt {\displaystyle S}:
{\displaystyle a_{S}(t)\sim f_{S}\,\mathrm {d} S\,\psi _{1}(t).}
Die Sekundärwelle {\displaystyle \psi _{S}} erzeugt im Punkt {\displaystyle P} bei {\displaystyle {\vec {r}}_{P}} auf dem Schirm die Wellenintensität {\displaystyle \mathrm {d} \psi _{P}(t)}. Sie ist infinitesimal, da nur der Beitrag von {\displaystyle \mathrm {d} S} und nicht aller anderen Punkte auf der Blende betrachtet wird:
{\displaystyle \mathrm {d} \psi _{P}(t)=\psi _{S}({\vec {d}};t)=a_{S}\,{\frac {e^{\mathrm {i} (k\,d-\omega \,t)}}{d}}.}
Die Zeitabhängigkeit {\displaystyle e^{-\mathrm {i} \,\omega \,t}} kann vernachlässigt werden, da sie später beim Rechnen mit Intensitäten ohnehin durch die zeitliche Mittelung verschwindet. Durch Einsetzen erhält man:
{\displaystyle \mathrm {d} \psi _{P}\sim f_{S}\,\mathrm {d} S\,\psi _{1}(t)\,{\frac {e^{\mathrm {i} \,k\,d}}{d}}=f_{S}\,\mathrm {d} S\,a_{Q}\,{\frac {e^{\mathrm {i} \,k\,d_{1}}}{d_{1}}}\,{\frac {e^{\mathrm {i} \,k\,d}}{d}}=f_{S}\,\mathrm {d} S\,a_{Q}\,{\frac {e^{\mathrm {i} \,k\,(d_{1}+d)}}{d_{1}\,d}}.}
Von jedem Punkt auf der Blende geht eine Sekundärwelle aus. Die Intensität {\displaystyle \psi _{P}} im Beobachtungspunkt {\displaystyle P} wird durch die Überlagerung aller Einzelbeiträge erzeugt:
{\displaystyle \psi _{P}\sim a_{Q}\int _{\text{Blende}}\mathrm {d} S\,f_{S}\,{\frac {e^{\mathrm {i} \,k(d+d_{1})}}{d\cdot d_{1}}}.}
Diese Gleichung erinnert bereits stark an das oben gegebene Beugungsintegral. Mit dem Proportionalitätsfaktor {\displaystyle k/(2\pi \,\mathrm {i} )} ergibt sich (Neigungswinkel vernachlässigt):
{\displaystyle \psi _{P}=a_{Q}\,{\frac {k}{2\pi \,\mathrm {i} }}\,\int _{\text{Blende}}\mathrm {d} S\,f_{S}\,{\frac {e^{\mathrm {i} \,k(d+d_{1})}}{d\cdot d_{1}}}.}